# Nallachius championi
Nallachius championi is een insect uit de familie van de Dilaridae, die tot de orde netvleugeligen (Neuroptera) behoort. 
Nallachius championi is voor het eerst wetenschappelijk beschreven door Navás in 1914.